# روماريو ويليامز
روماريو وليامز (بالإنجليزية: Romario Williams) (15 أغسطس 1994 ببورتمور في جامايكا - ) هو لاعب كرة قدم جامايكي يلعب لصالح نيو مكسيكو يونايتد في بطولة الدوري الأمريكي في مركز الهجوم. شارك مع منتخب جامايكا تحت 17 سنة لكرة القدم ومنتخب جامايكا لكرة القدم. أما مع النوادي، فقد لعب مع أتلانتا يونايتد وإمباكت مونتريال وتشارلستون بيتري وFC Montreal ‏ وOrlando City U-23 ‏ واتلانتا يونايتد 2.

## وصلات خارجية
- روماريو وليامز على موقع الدوري الأمريكي (الإنجليزية)
- روماريو وليامز على موقع قاعدة بيانات كرة القدم.إي يو (الإنجليزية)
- روماريو وليامز على موقع ناشيونال فوتبول تيمز (الإنجليزية)
- روماريو وليامز على موقع Soccerbase.com (لاعب) (الإنجليزية)
- روماريو وليامز على موقع Soccerway.com (الإنجليزية)
- روماريو وليامز على موقع عالم كرة القدم.نت (الإنجليزية)
- روماريو وليامز على موقع AS.com (الإسبانية)